# Парадокс Лап'єра
Парадокс Лап'є́ра — соціально-психологічний феномен невідповідності або, принаймні, значної розбіжності реальних дій людини й проголошуваних нею установок, цінностей, намірів. В експерименті Лап'єра показано, що, у той час як в анкетуванні були виражені негативні міжнаціональні установки, у реальних взаєминах з реальними представниками інших народностей вони проявляються значно менше.
Цей феномен був виявлений американським дослідником Річардом Лап'єром на початку 1930-х років у ході нескладного, хоча й досить тривалого експерименту (процедура дослідження зайняла кілька місяців).
Важливо відзначити, що в ті роки в США існувало вкрай упереджене, навіть агресивне ставлення білої більшості до національних меншостей. Це упередження ще більше збільшувалося вкрай несприятливою економічною ситуацією — у країні панувала Велика депресія, а в таких випадках повсякденна свідомість легко звертається на пошуки «винних», якими найчастіше виявляються «не такі, як ми», у першу чергу — «інородці». Повсякденною практикою була тверда расова дискримінація — чорношкірим і кольоровим відмовляли в праві навіть займати сусідні з білими місця в громадському транспорті.
У цій ситуації Лап'єр зважився на досить ризикований експеримент. Серед його знайомих була молода подружня пара китайської національності (треба відзначити, що активна асиміляція китайців в Америці почалася ще в середині XIX століття, і знайомі Лап'єра були вродженими американцями не в першому поколінні). Разом з ними на особистому автомобілі він вирушив у багатомісячну подорож дорогами Америки, щоночі зупиняючись у придорожніх мотелях. Усього таких закладів Лап'єр і його китайські друзі відвідали дві з половиною сотні. Не всюди їх зустрічали гостинно, однак не було жодного випадку, щоб перед ними зачинилися двері.
Повернувшись із подорожі, Лап'єр розіслав за всіма адресами, які відвідав, листа із проханням зарезервувати місця для подружньої пари китайської національності. Половина листів залишилися без відповіді. Однак 128 власників мотелів надіслали відповіді, причому 90 % з них містили категоричну відмову!
До тієї пори дослідники навіть не замислювалися, наскільки в поводженні людей погоджуються «слово» та «діло». Негласно малося на увазі — як людина говорить, так вона і робить. Лап'єру вдалося продемонструвати, що це далеко не завжди відбувається так. Багато наших словесних заяв продиктовані нормами й цінностями того соціального кола, до якого ми належимо. Тобто фактично багато слів ми вимовляємо під тиском соціального оточення — тому, що думаємо, що «такі, як ми» говорять, думають і роблять саме так. Опинившись у реальній ситуації взаємодії з конкретними живими людьми, ми зазнаємо впливу від іншого роду — тиск самої цієї ситуації й готові підкоритися скоріше сформованим умовам, ніж абстрактним установкам.
Звідси випливають важливі практичні висновки:
- По-перше, будь-яким заявам, що стосуються прийнятих людиною норм і цінностей, варто довіряти з обережністю. Жодна найбільш патетична декларація ще не дає стовідсоткової гарантії, що в реальних життєвих умовах людина поведеться відповідно до неї.
- По-друге, якщо ми розраховуємо на чиюсь підтримку або послугу, але не впевнені, що людина налаштована нам її зробити, просити про неї краще особисто — відповідно до феномена Лап'єра ймовірність одержати відмову листом або телефоном набагато вища.